# Хэллетт, Гарольд Фостер
Гарольд Фостер Хэллетт (англ. Harold F. (Foster) Hallett; 1886, Стейнинг, Западный Суссекс — 1966 или 24 апреля 1966, Сент-Агнес, Юго-Западная Англия) — британский философ, специалист по Спинозе. Доктор (1930), профессор Королевского колледжа Лондона. В 1929—1935 секретарь Общества Спинозы (Societas Spinoza). Archibald Garden Wernham называл его дуайеном британских спинозистов.
Получив начальное образование в Брайтоне, затем выучился на инженера. Перед чем был учеником инженера на заводе и верфи в Poplar, London с 1904 по 1908 год, когда и получал степень бакалавра наук в области инженерии в Лондонском университете (получил в 1906). В 1912 году получит степень магистра в области ментальной философии в Эдинбургском университете и станет тогда же там же преподавателем логики. Работал в Эдинбурге помощником академика Andrew Seth Pringle-Pattison.
С 1919 в Лидсском университете, ассистент-лектор (1919—1922) и лектор (1922—1931) философии. С 1931 по 1951 год профессор философии в Королевском колледже Лондона, занимал соответствующую кафедру. Сменил его J. N. Findlay (которого самого уже на следующий год сменит Godfrey Vesey).
С 1951 на пенсии.
Автор многих работ, статей и книг. Автор Benedict de Spinoza: The Elements of His Philosophy (University of London, Athlone Press, 1957). Другие работы:
- Aeternitas: A Spinozistic Study (1930)
- Creation, Emanation and Salvation: A Spinozistic Study (Den Haag, Martinus Nijhoff, 1962. 234 pp)